# Richard Rado
Richard Rado (28 de abril de 1906 - 23 de diciembre de 1989) fue un matemático británico nacido en Alemania, cuya investigación se centró en combinatoria y teoría de grafos. Era judío y abandonó Alemania para escapar de la persecución del gobierno nazi. Obtuvo dos doctorados: en 1933 por la Universidad Humboldt de Berlín y en 1935 por la Universidad de Cambridge. Fue entrevistado en Berlín por Lord Cherwell para la concesión de una beca otorgada por el químico Sir Robert Mond, que le brindó apoyo financiero para estudiar en Cambridge. Tras obtener la beca, Rado y su esposa se mudaron al Reino Unido en 1933. Fue nombrado profesor de Matemáticas en la Universidad de Reading en 1954 y permaneció allí hasta su jubilación en 1971. También fue elegido Miembro de la Royal Society.

## Contribuciones
Rado realizó contribuciones en combinatoria y teoría de grafos, incluyendo 18 artículos con Paul Erdős.
En teoría de grafos, el grafo de Rado, un grafo infinito numerable que contiene todos los grafos infinitos numerables como subgrafos inducidos, recibe su nombre. Lo redescubrió en 1964, tras los trabajos previos sobre el mismo grafo de Wilhelm Ackermann, Erdos y Alfréd Rényi.
En teoría de conjuntos combinatoria, el teorema de Erdős-Rado extiende el teorema de Ramsey a conjuntos infinitos. Fue publicado por Erdos y Rado en 1956. teorema de Rado es otro resultado de la teoría de Ramsey relativo a sistemas de ecuaciones lineales, demostrado por Rado en su tesis. La  paradoja de Milner-Rado, también en teoría de conjuntos, establece la existencia de una partición de un ordinal en subconjuntos de orden pequeño. Fue publicada por Rado y E. C. Milner en 1965.
El teorema de Erdös-Ko-Rado puede describirse en términos de sistemas de conjuntos o de hipergrafos. Proporciona una cota superior para el número de subconjuntos en una familia de subconjuntos finita, todos del mismo tamaño, que se intersecan entre sí. Rado la publicó con Erdos y Chao Ko en 1961, pero según Erdos, se formuló originalmente en 1938.
En la teoría de matroides, Rado demostró un resultado fundamental de la teoría transversal, al generalizar el teorema de Hall para analizar la concordancia entre los conjuntos S y X al caso en el que X tiene una estructura de matroide y las correspondencias deben coincidir con un conjunto independiente en el matroide en X.
La secuencia de Klarner-Rado recibe su nombre de Rado y de David A. Klarner.

## Reconocimientos
- En 1972, Rado recibió el premio Premio Berwick Senior.

## Lecturas complementarias
- "Richard Rado", The Times (Londres), 2 de enero de 1990, pág. 12.